# Distretto di Solone
Il distretto di Solone (in ucraino Солонянський район?, Solonjans'kyj rajon) era un distretto dell'Ucraina, situato nell'oblast' di Dnipropetrovs'k. Il suo capoluogo era Solone. È stato soppresso con la riforma amministrativa del 2020.